# Place de la République-Dominicaine
La place de la République-Dominicaine est une voie située dans le quartier de l'Europe du 8e arrondissement et le quartier de la Plaine-de-Monceaux du 17e arrondissement de Paris.

## Situation et accès
La place de la République-Dominicaine est desservie par la ligne 2 à la station Monceau.

## Origine du nom
Elle doit son nom au pays des Grandes Antilles, Caraïbes, la République dominicaine.

## Historique
Ancienne partie du boulevard de Courcelles, la place est créée en 1958 sur l'emprise des voies qui la bordent.

## Bâtiments remarquables et lieux de mémoire
- La rotonde du parc Monceau, classée depuis 1907 aux monuments historiques[2].
- L'édicule Guimard de la station Monceau, classé depuis 1978 aux monuments historiques[3]
- No 6 : ancien siège de la fondation Concorde.

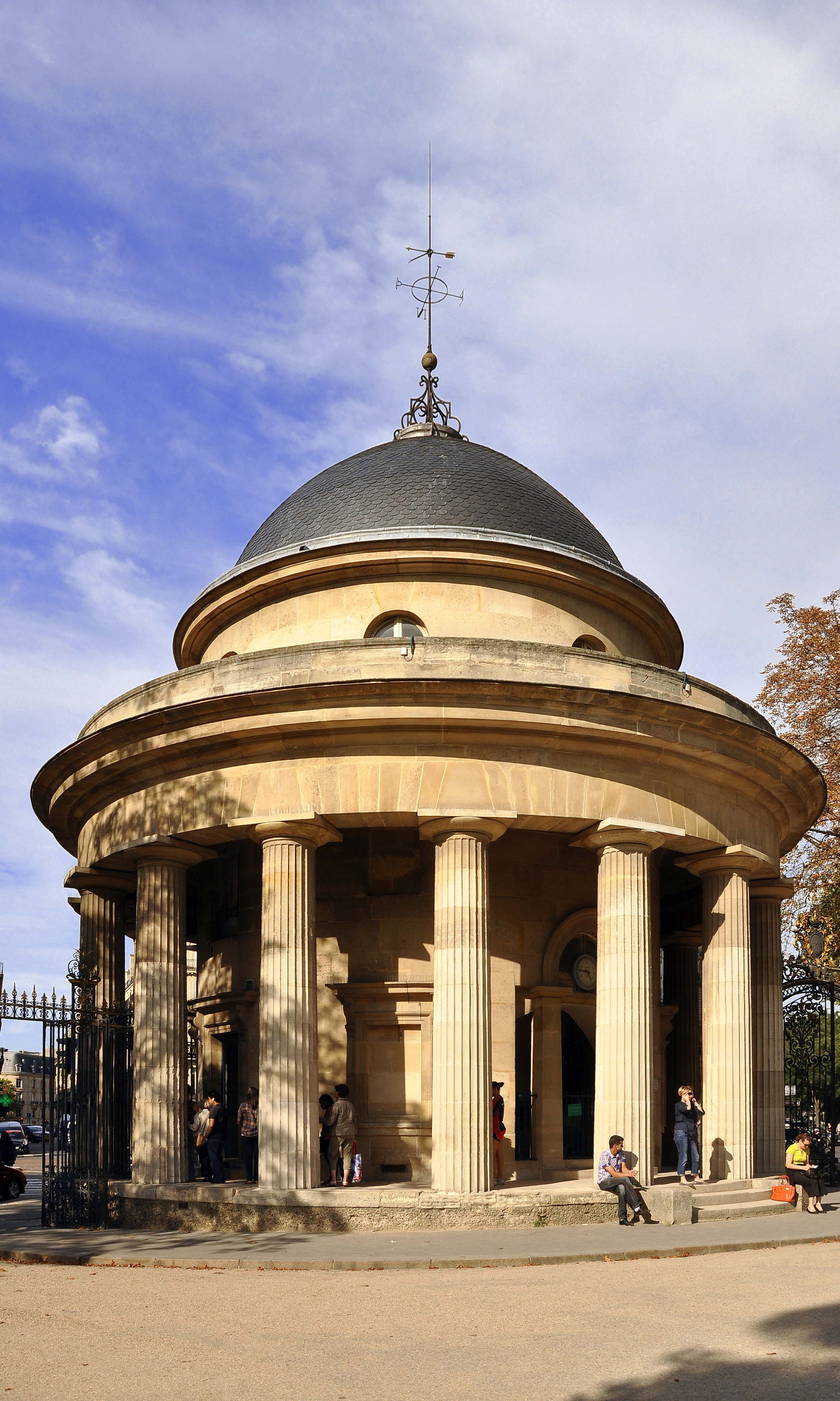
La rotonde du parc Monceau.
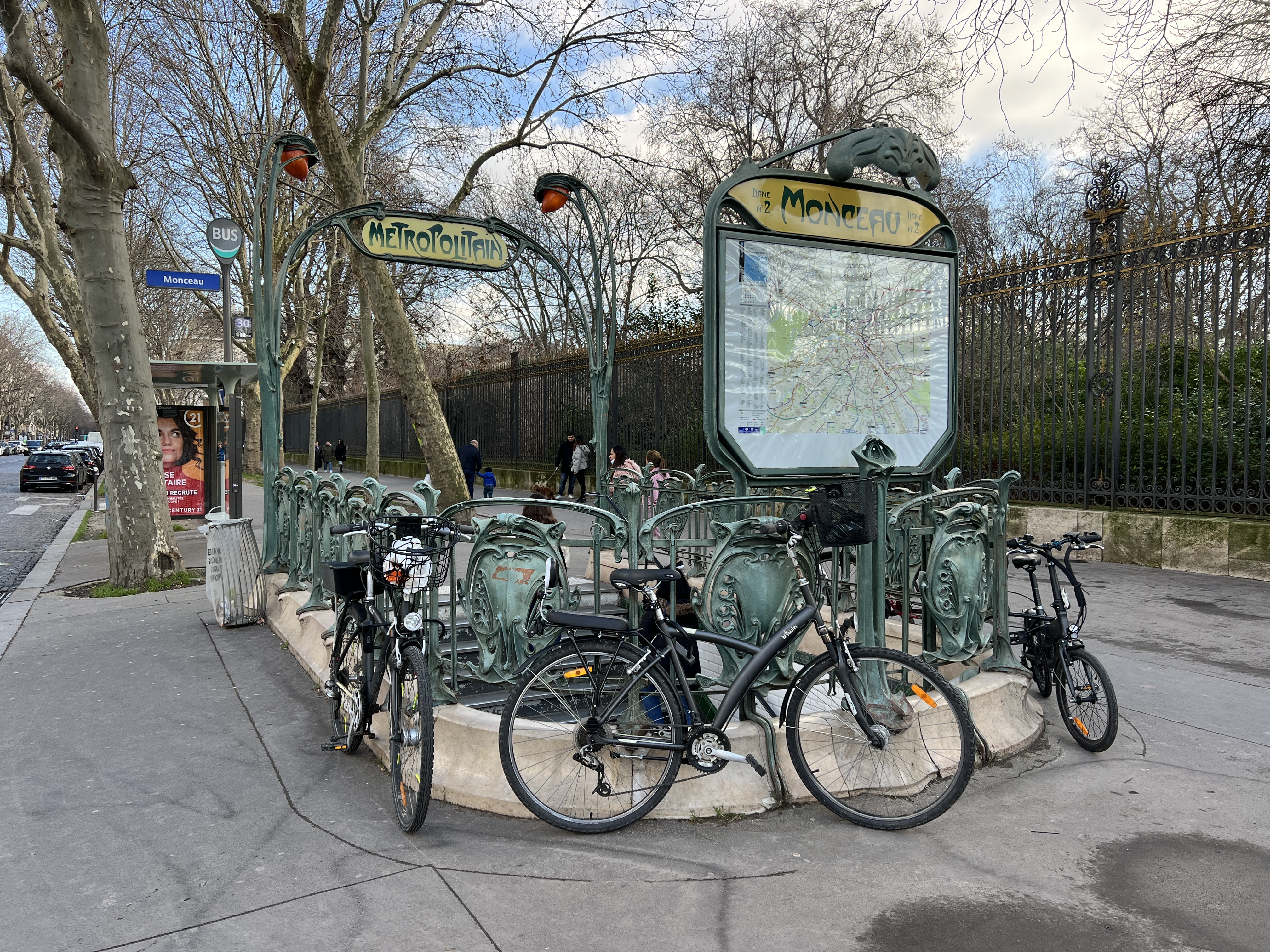
L'édicule Monceau.